# Nikolaj Solovjov
Nikolaj Jakovlevitj Solovjov (ryska: Николай Яковлевич Соловьёв), född 1845 i Rjazan, död 9 december (gamla stilen: 27 november) 1898 i Juchnov, var en rysk dramatiker.
Solovjov utbildade sig under Aleksandr Ostrovskijs ledning och gjorde rätt god lycka med flera lustspel, däribland Stjastlivyjden (1877, Lyckodagen), Zjenitba Bělugina (1878; "Belougins giftermål", 1883), Dikarka (1879, Vildinnan) och Svjetit da ne grejet (1880, Lyser, men värmer icke).